# Мамдани, Махмуд
Махмуд Мамдани (англ. Mahmood Mamdani, 23 апреля 1946, Бомбей, Британская Индия) — угандийский антрополог, политолог, историк и политический комментатор. Ректор Кампальского международного университета, исполнительный директор университета Макерере, Леманский профессор по теории государственного управления в школе международных отношений Колумбийского университета и профессор антропологии, политологии и африканистики в Колумбийском университете. Президент Совета по развитию в области социальных наук в Африке в 1998—2002 годах. Бывший директор Центра африканистики Кейптаунского университета.
По оценкам ряда специалистов, Мамдани является самым известным и авторитетным учёным Африки и одним из ведущих в мире специалистов по таким дисциплинам как история национализма, геноцид, африканистика, история Холодной войны и Войны с терроризмом. В 2008 году журнал Foreign Policy включил его в свой список ста мировых мыслителей. Махмуд является единственным африканцем в топ 20 от них же.
Член Британской академии с 2017 года, обладатель ряда крупных наград по антропологии и истории и автор около десятка книг, изданных общим тиражом в несколько сотен тысяч копий.

## Ранние годы
Махмуд Мамдани родился 23 апреля 1946 года городе Бомбей, в Британской Индии, однако он является угандийцем в третьем поколении, поскольку ещё его дед и бабушка переехали в Кампалу из Индии. Его родители же родились в соседней с Угандой Танганьике. Начальное образование мальчик получил в средней школе в Дар-Эс-Саламе в Танганьике. Когда он закончил несколько классов, семья переехала в Масаку в Уганде. Здесь он продолжил обучение в государственной общеобразовательной школе. Пока Мамдани учился в школе, отец постоянно водил его на митинги, однако он тогда не понимал зачем, лишь соглашаясь с тем, что британцам в стране не место.
В дальнейшем семья неоднократно переезжала, и Махмуд учился в нескольких школах Кампалы, а затем в школе в её пригороде, старой Кампале (ныне Кампала-Хилл). Его характеризовали как очень способного молодого человека. Мамдани закончил школу в 1962, в год независимости Уганды.

## Обучение в США и первые научные работы
Спустя год после окончания школы, в 1963 году Мамдани стал одним из 26 угандийцев, которые были отправлены по программе бесплатной подготовки кадров для новых независимых стран в США и Канаде под названием The Kennedy Airlift. Вместе с ним по этой программе учился в США и Барак Обама старший. Всего заявку подали около 800 человек. По словам Мамдани, он отправился в Америку для того, чтобы получить образование и в будущем работать инженером-электриком, поскольку в Кампале он обучался по направлению естественных наук. Однако в США Махмуду пришлось углубленно изучить все науки, включая историю, музыку и искусство.
Когда Мамдани находился в США, в стране существовало массовое студенческое движение за права человека — Студенческий координационный комитет ненасильственных действий (англ. Student Nonviolent Coordinating Committee, SNCC). Он писал, что однажды направился с ними на акцию протеста (забастовку). Когда Мамдани был задержан и заключён под стражу полицией штата Алабама, ему разрешили сделать один звонок. Он набрал посла Уганды в США. В ответ на вопрос, зачем же он направился на эту акцию, которая является внутренним делом США, Махмуд ответил, что поддержка движения за свободу и права человека — это дело всего мира. Его страна добилась независимости не без помощи мирового сообщества, включая США, и он хотел помочь студентам этой страны добиться того же. Как передаёт писатель и учёный Том Шахтман Мамдани писал ему, что он прибыл не ходить по ресторанам или кутить с дамами. Больше всего он хотел бы сделать этот мир лучше, избавить его от рабства, чью историю Махмуд активно изучал, и дискриминации. Именно этот опыт, по словам Махмуда, и помог ему понять, зачем его водили на митинги в детстве.
Пока Махмуд находился в США, он не только прилежно учился (например, Том Шахтман в своей работе назвал его «мировым мыслителем» (англ. public intellectual), обладающим «бриллиантовым» талантом и «невероятной тягой к знаниям»), но и много читал. По собственным словам, на него большое влияние оказали труды Карла Маркса. С ним его познакомили сотрудники ФБР, которые после освобождения из под ареста принесли Махмуду первые труды немецкого философа. В дальнейшем Мамдани активно изучал их самостоятельно.
В 1969 году Мамдани закончил школу международных отношений Колумбийского университета в Нью-Йорке со степенью магистра искусств по политическим наукам и магистра политологии и дипломатии. В 1972 году получил степень доктора философии в Гарвардском университете в Кембридже.
Находясь в США, Мамдани выступил редактором сборника Uganda Studies in Labour, который выпустил Совет по развитию в области социальных наук в Африке (англ. Council for the Development of Social Science Research in Africa, CODESRIA) со штаб квартирой в Дакаре, Сенегал в 1968 году. Эта работа стала первой, в которой была подробно исследована динамика развития рабочей силы в лице сельскохозяйственных тружеников Уганды.

## Первые работы, попытка возвращения в Уганду и изгнание
25 января 1971 года в Уганде произошёл военный переворот, в результате которого в стране была установлена диктатура генерала Иди Амина. Два года спустя, окончив университет, после 9 лет в штатах Мамдани хотел вернуться обратно на родину. Однако ему удалось пробыть там менее полугода, поскольку в 1973 году Амин издал закон об изгнании азиатов из Уганды. Под него попали все угандийцы индийского, пакистанского и бангладешского происхождения (хотя основная часть была гуджаратцами). Однако вместо того, чтобы сразу вернуться обратно в США, Махмуд сначала отправился в лагерь беженцев, который находился в Лондоне. Там он пробыл два месяца перед тем, как перебраться в Дар-эс-Салам. В интервью, в ответ на вопрос журналиста, почему же он не вернулся в Америку, Мамдани ответил, что за две недели до издания закона выпустил свою вторую книгу под названием The myth of population control (с англ. — «Миф о контроле популяции»), благодаря чему получил три предложения о профессиональной стажировке — в Мичигане, Бомбее и Дар-эс-Саламе. И отправляться в США ему не хотелось, поскольку жизнь обычного американца Мамдани считал слишком скучной — «жена, трое детей, две машины и общество, к которому быстро привыкаешь». Он очень хотел побывать в городе, в котором родился, в Бомбее, но «решил дать ещё один шанс Африке», отправившись в столицу Танзании.

### Тематика первых работ и их профессиональная оценка
Первая профессиональная работа, написанная непосредственно Мамдани была посвящена времени правления британцев на территории Индостана и их попыткам контроля всё увеличивающего населения полуострова. Она оказалась достаточно тепло встречена профессиональными критиками, например индийским профессором Рама Варма.
В том же году Махмуд выпустил свою вторую книгу, более короткую работу, посвящённую изгнанию азиатских угандийцев. Она разделена на две части. Первая из них рассказывает предысторию процесса и то, в каких условиях жили азиаты в стране до изгнания. Вторая же часть фактически является автобиографическими мемуарами и посвящена тому, что Мамдани и люди, его окружавшие, пережили в ходе изгнания. В качестве одной из основных причин произошедшего Махмуд в своей работе называет экономические неурядицы в стране и желание диктатора присвоить себе денежные средства индийцев.
Книга была переиздана в Кейптауне в 2011 году. Тим Уолкер из африканского Института исследования безопасности в своей рецензии на это издание написал, что эта публикация — «больше, чем просто воспоминания о событиях от человека, их прошедшего: она даёт короткую, ёмкую экспозицию всей истории угандийских общественных отношений и политики создания индивидуальной и коллективной идентичности, при этом связывая его с колониальной и постколониальной действительностью». По мнению рецензента, Мамдани сумел за очень короткий промежуток времени и за короткое время детализировать весь контекст до такой степени, что даже знакомому с историей Африки лишь в общих чертах удастся понять, о чём идёт речь. При этом второе издание является дополненной версией, в которой Мамдани в предисловии рассказывает о совершённых ошибках в первом издании и в целом о мотивах написания книги.

## Политическая деятельность
5 сентября 2010 года Мамдани был в числе 250 учёных, поддержавших научный бойкот Израиля, в частности университета Бен-Гуриона, в ЮАР, связанный с напряжёнными отношениями между двумя странами из-за того, что Израиль постоянно напоминал об апартеидном прошлом ЮАР и осуждал его при каждом удобном случае (хотя сам Израиль также в нём обвиняется. В частности в 2009 году жена Мамдани, известный кинорежиссёр Мира Наир отвергла приглашение на кинофестиваль в Хайфе, заявив о том, что приедет в страну только когда там не будет апартеида и когда «рухнут стены»).
В 2001 году Мамдани стал одним из девяти докладчиков на симпозиуме, который был посвящён столетию Нобелевской премии мира.
Мамдани периодически пишет статьи и выступает в качестве эксперта и политического комментатора в различных СМИ. Например в Нью-Йорк Таймс, Аль-Джазира, Би-би-си и других.

## Личная жизнь
Мамдани мусульманин. С 1991 года он женат на Мире Наир, известном американском режиссёре индийского происхождения, обладательнице Золотого льва и Золотой камеры. Они познакомились в Кампале во время съёмок фильма Наир «Миссисипи Масала». У них есть сын, Зохран, родившийся 19 октября 1991 года, хип-хоп-исполнитель, общественный деятель и член ассамблеи штата Нью-Йорк.

## Фильмография
Мамдани снялся в фильме своей супруги Фундаменталист поневоле в роли заказчика в кафе Пак-Пенджаб, а также 4 раза в роли самого себя — «The Dictator’s Playbook» (в эпизоде, посвящённом Иди Амину), «Rwanda: The Untold Story» британского канала Би-би-си, эпизоде программы «Now on PBS» американского канала PBS и двух эпизодах программы «Democracy Now!» на американском телевидении.

## Награды и степени

### Награды
- Премия Херсковица[англ.] — награда, вручаемая Африканской исследовательской ассоциацией[англ.] за книги об африканской истории/антропологии, изданные на территории США. Названа в честь Мелвина Джина Херсковица — антрополога и одного из основателей африканистики как науки. Получена Мамдани за книгу «Citizen and Subject: Contemporary Africa and the Legacy of Late Colonialism»[39]. За эту же книгу Махмуд получил награду Кейптаунского университета[40].
- В 2008 году Мамдани был включён в топ 100[41], а также в топ 20 (единственный африканец) мировых мыслителей журнала Foreign Policy[42]. В 2021 году он был включён в топ 50 наиболее выдающихся мыслителей мира британского политического журнала «Проспект[англ.]» за свою последнюю работу, в которой рассуждает о том, какие колониальные порядки сохранились в постколониальных странах[43].
- «Премия выдающемся ученому» от Международной исследовательской ассоциации[англ.] 2009 года[44].
- Премия имени Герри Ленфеста[англ.], американского филантропа[45].
- В 2012 году на африканской конференции Мамдани был признан учёным года за вклад в африканскую науку[46].
- В том же году ему была вручена премия угандийской диаспоры в США[4].
- В 2017 году Мамдани был избран членом-корреспондентом Британской академии, национальной академии социальных и гуманитарных наук Соединённого королевства[47].

### Почётные степени
- Университет Йоханнесбурга[англ.] (Доктор наук[англ.], Honoris causa, 25 мая 2010 года)[48];
- Аддис-Абебский университет (Доктор наук, Honoris causa, 24 июля 2010 года)[49];
- Университет Квазулу-Натал (Доктор наук, Honoris causa, 12 апреля 2012 года)[50].

### Комментарии
1. ↑  Система школьного образования в Уганде[англ.] на момент обучения там Мамдани была построена на 8 классах общего, одинакового для всех детей начального образования (англ. Primary education), после чего идёт разделение классов на более углубленное обучение какого-либо предмета или группы предметов одного направления (естественногонаучного, гуманитарного и т. д.) в ходе получения среднего образования (англ. Secondary education)[5]. На 2021 год система изменена на 7 лет начального и 6 лет среднего образования[10].
2. ↑  Переведена на датский язык[31].
3. ↑  Переведена на французский Жаном[фр.] и Мишель Копансами[32], а также на испанский[33]
4. ↑  Переведена на немецкий[34] и итальянский[35].
5. ↑  Переведена на немецкий язык[36].

### Биографическая
- Mamdani, Mahmood // Current Biography Yearbook 2010 :  [англ.] / ed. by Clifford Thompson ; Miriam Helbok ; Mari Rich. — New York : H. W. Wilson, 2010. — P. 384—388. — XI, 738 p. — ISBN 978-0-824-21113-4. — ISBN 0-824-21113-8. — OCLC 690088344.
- Friedman Steven Eli[англ.]. Chapter 4. The Bifurcated Society : Mahmood Mamdani, Rural Power and State Capture // Prisoners of the Past : South African Democracy and the Legacy of Minority Rule :  [англ.]. — 2nd ed. — New York : Wits University Press, 2021. — P. 73—90. — 232 p. — ISBN 1-776-14686-7. — ISBN 978-1-776-14686-4. — doi:10.18772/12021066840. — JSTOR 10.18772/12021066840.
- Isegawa Moses. Hearts in Exile :  [англ.] / Isegawa Moses, Mamdani Mahmood, Vazquez Michael C. // Transition / ed. by Alejandro de la Fuente[англ.]. — Bloomington, ID : Indiana University Press. — No. 86. — P. 126—150. — ISSN 0041-1191. — JSTOR 3137469.
- Shachtman, Tom[англ.]. Airlift to America :  [англ.]. — 1st edition. — New York : St. Martin's Press, 2009. — 15 September. — X, 273 p. — ISBN 978-1429-96090-8. — ISBN 0-312-57075-9. — OCLC 316019603.
- Mamdani, Mahmood :  [англ.] / Mazrui Ali // Dictionary of African Biography :  [англ.] / Gen. editor’s: Henry Louis Gates Jr. ; Emmanuel Akyeampong[англ.] ; Steven J. Niven. — Oxford ; New York : Oxford University Press : Reference Publications, 2011. — Vol. 4. — 824 p. — ISBN 978-0195-38207-5. — ISBN 0-195-38207-2. — ISBN 978-0-199-91619-1. — ISBN 0-199-91619-5. — OCLC 706025122.
- Shaikh Nermeen. Six. Mahmood Mamdani // The Present as History : Critical Perspectives on Global Power :  [англ.]. — New York : Columbia University Press, 2007. — 6 December. — P. 94—108. — 296 p. — (A Caravan Book). — ISBN 978-0-231-51241-1. — doi:10.7312/shai14298. — JSTOR 10.7312/shai14298. — OCLC 476167531.
- Sharawy Helmi. 8: Mahmood Mamdani : A Rebel from Dar es Salaam // Political and Social Thought in Africa :  [англ.] / With an introduction by Samir Amin. — 2nd reprinted ed. — Dakar, Senegal : CODESRIA, 2014. — 2 March. — P. 99—110. — 258 p. — (CODESRIA Book Series). — ISBN 2-869-78586-0. — ISBN 978-2-869-78586-1. — JSTOR j.ctvk3gpv2.
- Uganda Withdraws Mamdani‘s Citizenship (англ.) // Review of African Political Economy[англ.]. — London: Taylor & Francis, 1985. — August (iss. 33: War and Famine). — P. 91—92. — ISSN 0305-6244. — JSTOR 4005673.

### Рецензии на книги (в порядке выхода книг)
- Van Allen Judith. Review (англ.) // Contemporary Sociology[англ.]. — New York: SAGE Publishing, 1977. — October (vol. 6, no. 6). — P. 702—703. — ISSN 0094-3061. — JSTOR 2066367.
- Nyang'oro Julius E. Review (англ.) // Canadian Journal of African Studies[англ.]. — New York: Taylor & Francis, 1984. — Vol. 18, no. 2. — ISSN 0008-3968. — JSTOR 484359.
- Drewett Michael. Review (англ.) // African Sociological Review. — Dakar: CODESRIA, 1997. — Vol. 1, no. 1. — P. 121—123. — ISSN 1027-4332. — JSTOR 721683.
- de Goede Meike. An Analysis of Mahmood Mamdani's Citizen and Subject : Contemporary Africa and the Legacy of Late Colonialism :  [англ.]. — London : CRC Press, imprint of Taylor & Francis, 2017. — 5 July. — 104 p. — (The Macat Library). — ISBN 978-1351-35208-6.
- Wiseman John A. Review (англ.) // The Journal of Developing Areas. — Nashville: College of Business, Tennessee State University, 1997. — Vol. 31, no. 2. — P. 273—275. — ISSN 1548-2278. — JSTOR 4192672.
- Koopman Jeanne. Review (англ.) // International Journal of African Historical Studies[англ.]. — Boston: Boston University African Studies Center, 2002. — Vol. 35, no. 2/3. — P. 462—464. — ISSN 0361-7882. — JSTOR 3097623.
- Dalal Marwan. Review (англ.) // The Arab Studies Journal. — Arab Studies Institute, 2006. — Vol. 14, no. 2. — P. 177—180. — ISSN 0271-3519. — JSTOR 27933990.
- Murunga Godwin R. Review (англ.) // African Sociological Review. — Dakar: CODESRIA, 2007. — Vol. 11, no. 2. — P. 138—141. — ISSN 1027-4332. — JSTOR 24487630.
- Bolton Caitlyn. Review (англ.) // The Arab Studies Journal. — Arab Studies Institute, 2010. — Vol. 18, no. 1. — P. 392—396. — ISSN 0271-3519. — JSTOR 27934102.
- Levisson Anne S. Review (англ.) // International Journal of African Historical Studies[англ.]. — Boston: Boston University African Studies Center, 2014. — Vol. 47, no. 1. — P. 139—140. — ISSN 0361-7882. — JSTOR 24393333.
- Моргунова (Петрунько) О.А. Рецензия на книгу // Концептуализация проблем мировой политики сквозь призму теории международных отношений. — М.: Российский университет дружбы народов, 2021. — Т. 21, № 1. — С. 176—178. — ISSN 2313-0679.